# World Series 1997
Le World Series 1997 sono state la 93ª edizione della serie di finale della Major League Baseball al meglio delle sette partite tra i campioni della National League (NL) 1996, i Florida Marlins, e quelli della American League (AL), i Cleveland Indians. A vincere il loro primo titolo furono i Marlins per quattro gare a due.
Gli sfavoriti Marlins stabilirono l'allora primato raggiungendo le World Series al quinto anno di esistenza, coronando una stagione sorprendente in cui diventarono la prima wild card a conquistare le World Series. La decisiva gara 7 si concluse agli extra inning con un singolo di Édgar Rentería. Fu la quarta volta che gara 7 si protrasse fino agli extra inning, l'ultima fino al 2016 in cui gli stessi Indians uscirono nuovamente sconfitti, questa volta contro i Chicago Cubs.

## Sommario
Florida ha vinto la serie, 4-3.
| Gara | Data       | Risultato                                              | Stadio             | Tempo | Pubblico |
| ---- | ---------- | ------------------------------------------------------ | ------------------ | ----- | -------- |
| 1    | 18 ottobre | Cleveland Indians – 4, Florida Marlins – 7             | Pro Player Stadium | 3:19  | 67.245   |
| 2    | 19 ottobre | Cleveland Indians – 6, Florida Marlins – 1             | Pro Player Stadium | 2:48  | 67.025   |
| 3    | 21 ottobre | Florida Marlins – 14, Cleveland Indians – 11           | Jacobs Field       | 4:12  | 44.880   |
| 4    | 22 ottobre | Florida Marlins – 3, Cleveland Indians – 10            | Jacobs Field       | 3:15  | 44.887   |
| 5    | 23 ottobre | Florida Marlins – 8, Cleveland Indians – 7             | Jacobs Field       | 3:39  | 44.888   |
| 6    | 25 ottobre | Cleveland Indians – 4, Florida Marlins – 1             | Pro Player Stadium | 3:15  | 67.498   |
| 7    | 26 ottobre | Cleveland Indians – 2, Florida Marlins – 3 (11 inning) | Pro Player Stadium | 4:10  | 67.204   |

## Hall of Famer coinvolti
- Indians: Jim Thome
- Marlins: nessuno